# 也不干
也不干（?—?），元朝宗王。成吉思汗庶子阔列坚的曾孙，河间王忽鲁歹的儿子。
至元二年（1265年）也不干被封为河间王。他跟随北安王那木罕镇漠北，驻军塔密儿河。至元二十四年（1287年），乃颜遣使通谋让他一起反叛忽必烈，使者被土土哈所擒，谋泄，也不干率本部军东逃，来响应乃颜，在土兀剌河（今土拉河）被土土哈追上，兵败，率领数骑逃脱。所署河间分地达鲁花赤被废除。至元二十五年（1288年），也不干又收集部众攻打元军，战败被千户答答呵儿所擒。

## 延伸阅读
[在维基数据编辑]
 《新元史/卷110》，出自柯劭忞《新元史》